# Advances in Mathematics
Advances in Mathematics est une revue scientifique qui publie des articles de recherche en mathématiques pures. Elle a été fondée en 1961 par Gian-Carlo Rota. Le journal publie 18 numéros par an, groupés en trois volumes.
À l'origine, la revue devait aussi fournir des articles de synthèse aux mathématiciens qui ne travaillent pas dans la spécialité des auteurs, comme noté par Herbert Busemann dans la préface du premier numéro : « The need for expository articles addressing either all mathematicians or only those in somewhat related fields has long been felt, but little has been done outside of the USSR. The serial publication Advances in Mathematics was created in response to this demand. ». 
Les thèmes principaux couverts sont : géométrie algébrique, théorie des groupes et généralisations, géométrie différentielle, combinatoire, équations aux dérivées partielles.

## Résumés et indexation
Les articles du journal sont résumés et indexés dans :
- CompuMath Citation Index (en)
- Current Contents
- Mathematical Reviews
- Science Citation Index
- Scopus
- Zentralblatt MATH